# 张福麟
张福麟（？—），男，汉族，中华人民共和国政治人物。现任九三学社中央参政议政部部长。第十四届全国政协委员。